# Regina Marjanen
Regina Marjanen (* 7. Februar 1920; † 8. August 2004) war eine finnische Speerwerferin.
Bei den Leichtathletik-Europameisterschaften 1946 in Oslo wurde sie Siebte mit 36,34 m.
1946 wurde sie Finnische Meisterin. Ihre persönliche Bestleistung von 40,06 m stellte sie am 8. September 1946 in Vuoksenniska auf.